# Новобранець (телесеріал)
«Новобранець» (англ. The Rookie) — американський детективний телесеріал, створений Алексі Хоулі для телеканалу «ABC». Заявлено, що серіал заснований на реальних подіях. Деякі сцени зняті у псевдодокументальному стилі мок'юментарі начебто за допомогою нагрудних камер патрульних поліції.
В квітні 2025 року телесеріал було продовжено на восьмий сезон.

## Сюжет
Сорокарічний Джон Нолан після важкого процесу розірвання шлюбу опиняється в центрі пограбування банку і ледь не гине. Усе, що відбулося, змушує Джона кардинально переглянути своє життя. Він переїздить із маленького тихого містечка до Лос-Анджелеса та поступає до поліцейської академії. Разом із іншими, набагато молодшими за себе новачками поліцейського управління Нолан повинен пристосуватися до небезпечної служби та владнати особисті проблеми.

## Виробництво
Канал планував 13-серійне шоу, але на початку листопада 2018 року «ABC» замовив сім додаткових епізодів. Прем'єра першого сезону тривала з 16 жовтня 2018 по 16 квітня 2019 року, другого — з 29 вересня 2019 по 10 травня 2020 року.
21 травня 2020 року телеканал «ABC» продовжив телесеріал на третій сезон. Прем'єра 3 сезону розпочалась 3 січня 2021 року. Прем'єра 4 сезону розпочалась 26 вересня 2021 року.

## Акторський склад
| Актори            | Персонажі        | Примітки |
| ----------------- | ---------------- | --- |
| Основний склад    |                  | |
| Натан Філліон     | Джон Нолан       | Найстаріший новобранець у департаменті поліції Лос-Анджелеса. У віці 40 років Нолан закрив свою будівельну компанію в Пенсильванії і поїхав на захід, щоб стати поліцейським. |
| Ерік Вінтер       | Тім Бредфорд     | Наставник Люсі Чен. Жорсткий і завзятий, прагне вчити за рахунок наполегливості і навіювання. У нього є дружина-наркоманка Ізабель, колишній офіцер поліції під прикриттям. |
| Мелісса О'Ніл     | Люсі Чен         | Новобранець під керівництвом Тіма Бредфорда. Деякий час зустрічалася з Ноланом. Має досить проблемних батьків, які постійно сваряться і миряться. |
| Алісса Діас       | Анджела Лопес    | Офіцер із навчання, наставник Джексона Веста. Спочатку любить підколоти його, але пізніше стає його другом. |
| Річард Т. Джонс   | Вейд Грей        | Начальник Вілшерского відділення поліції Лос-Анджелеса. Спочатку відкрито виступає проти Нолана, вважаючи, що у нього криза середнього віку. |
| Тітус Макін       | Джексон Вест     | Новобранець і син начальника відділу внутрішніх розслідувань поліції Лос-Анджелеса. Всіма силами намагається виправдати своє ім'я. |
| Мерседес Мейсон   | Зої Андерсон     | Капітан поліції, колишня військова поліцейська в Корпусі морської піхоти. |
| Мекіа Кокс        | Найла Гарпер     | Детектив, нова наставниця Нолана в другому сезоні. Чотири роки працювала під прикриттям у наркокартелі, але добровільно повернулася на звичайну поліцейську роботу. «Завдяки» минулому стала жорсткою, недовірливою і надто самовільної, через що спочатку викликає у всіх офіцерів (включаючи Грея) неприязнь. |
| Дженна Деван      | Бейлі Нун        | рятувальниця |
| Другорядний склад |                  | |
| Мірс Монро        | Ізабель Бредфорд | Колишня дружина Тіма, яка страждає наркозалежністю. |
| Майкл Біч         | Персі Вест       | Командор поліції, батько Джексона, глава відділу внутрішніх розслідувань. |
| Денні Нуччі       | Сенфорд Мотта    | Детектив. |
| Раян Мішель Бат   | Дженніфер Пейдж  | Детектив. |
| Девід ДеСантос    | Елайджа Вестрі   | Детектив. |
| Деметріус Гросс   | Кевін Волф       | Детектив. |
| Каррі Грем        | Бен МакГі        | Друг Нолана, в якого той жив у першому сезоні |
| Зейн Еморі        | Генрі Нолан      | Син Джона, студент коледжу. |
| Шон Ешмор         | Веслі Еверс      | Адвокат, коханець (а в подальшому чоловік) Анджели Лопес. |
| Сара Шахі         | Джессіка Руссо   | Агент Національної безпеки, колишня агент ФБР. Коханка Нолана наприкінці першого сезону. |
| Гарольд Перріно   | Джек Армстронг   | Детектив, тимчасовим напарником якого Нолан був в одній із серій другого сезону. Подружився з ним і дає йому робочі і особисті поради. |
| Елі Лартер        | Грейс Мюррей     | Лікарка, колишня коханка Нолана зі студентських часів. Він змушений був піти від неї через наглу вагітності майбутньої дружини. |
| Брент Гафф        | офіцер Смітті    | Ледачий офіцер польової підготовки, що живе на задній парковці департаменту поліції. Як правило, з'являється в кадрі на ранкових перекличках. У деяких серіях дає поради офіцеру Весту. |